# فلاح حنون
فلاح عبد الفتاح حنون (1916 – 1 ديسمبر 1963) سياسي وبرلماني ورجل دولة فلسطيني، وُلِدَ ونشأ في مدينة طولكرم الفلسطينية، ولعب دورًا في الحياة السياسية الأردنية والفلسطينية، وتولى عددًا من المناصب العامة في فلسطين والأردن، وكان رئيسًا لبلدية طولكرم عام 1952، وعضوًا في مجلس النواب الأردني، وعضوًا في مجلس الأعيان الأردني.

## نشأته وتحصيله العلمي
وُلِدَ فلاح عبد الفتاح حنون في مدينة طولكرم بفلسطين عام 1916، وتلقى تعليمه في مدارس المدينة منها مدرسة الفاضلية، ثم التحق بمعهد خضوري في المدينة حيث نال منه شهادة الدبلوم في الزراعة.

## حياته السياسية
بدأ فلاح حنون نشاطه السياسي في صفوف الحركة الوطنية الفلسطينية في وقتٍ مُبكرٍ من حياته وذلك مطلع شبابه، ومُنذ أواخر الثلاثينات عُرف عنه قربه من أمير إمارة شرق الأردن عبد الله الأول بن الحسين ودعمه له، حيث كان فلاح وبرفقته عددٌ من الشخصيات الفلسطينية منهم هاشم الجيوسي وراغب النشاشيبي وسليمان طوقان وسليمان التاجي الفاروقي ومحمد علي الجعبري قد دعموا الأمير عبد الله بشكلٍ مُطلق ضد حُكم المفتي أمين الحسيني.
كانت مُشاركة فلاح الأولى في الحياة السياسية الرسمية العامة بعد انتخابه عضوًا في مجلس بلدية طولكرم خلال الانتخابات التي جرت في 4 يوليو 1947، فأصبح عضوًا في المجلس برفقة هاشم الجيوسي وصلاح أمين صلاح ومحمد علي الصالح وآخرين، واستمر بعضوية المجلس حتى تقديمه استقالته منه في 2 يونيو 1951.
وفي 31 يناير 1952 عُين مُجددًا عضوًا في مجلس بلدية طولكرم واستمر حتى كلفه وزير الداخلية الأردني سعيد المفتي في 3 فبراير 1952 بمنصب رئيس بلدية طولكرم خلفًا لصلاح أمين صلاح، وفي 24 أبريل 1952 شكل وزير الداخلية الأردني سعيد المفتي مجلس بلدية طولكرم وأعاد تكليف فلاح بمنصب رئيس البلدية، وقد استمر فلاح في منصبه رئيسًا للبلدية حتى 29 سبتمبر 1952 حيث خلفه بعد ذلك الرئيس المُنتخب صلاح أمين صلاح.
تولى فلاح بعد ذلك منصب قائم مقام (حاكم القضاء) لعددٍ من الأقضية في فلسطين منها قضاء بيت لحم وقضاء رام الله خلال فترة الخمسينات. وفي الفترة 1956–1957 كلفته الحكومة الأردنية بتولي منصب رئيس بلدية رام الله بصفته قائمًا لمقام قضاء رام الله خلفًا لرئيس البلدية جليل بدران، وعاد فلاح في الفترة 1958–1959 واستلم مُجددًا منصب رئيس بلدية رام الله خلفًا هذه المرة لرئيس البلدية جليل حرب.
بعد ذلك تولى فلاح منصب قائم مقام قضاء الطفيلة في الأردن، واعتبارًا مُنذ 5 سبتمبر 1961 استقال رسميًا من منصب قائم مقام.
في 22 أكتوبر 1961 اُنتُخِبَ عضوًا في مجلس النواب الأردني السادس عن طولكرم واستمر في ذلك حتى 17 أكتوبر 1962 حيث حُل المجلس، وقد كان خلال فترة وجوده في مجلس النواب الأردني عضوًا فاعلًا في اللجنة الإدارية ولجنة اللاجئين بالمجلس، وليكون بذلك عضوًا في مجلس الأمة الأردني مُنذ 22 أكتوبر 1961 وحتى 17 أكتوبر 1962.
في 29 نوفمبر 1962 عينه الملك الأردني الحسين بن طلال بمنصب عضو مجلس الأعيان الأردني السادس المُعاد تشكيله واستمر في منصبه هذا حتى 31 أكتوبر 1963، فأصبح بذلك عضوًا مرة أخرى في مجلس الأمة الأردني مُنذ 29 نوفمبر 1962 وحتى 31 أكتوبر 1963.

## وفاته
تُوفي فلاح حنون بتاريخ 1 ديسمبر 1963، وقد نعاه عددٌ من السياسيين الفلسطينيين والأردنيين وشاركوا في تشييع جثمانه، وافتُتِحَ بيت عزاء له في مدينته طولكرم حضره عددٌ من المسؤولين والسياسيين كان منهم داود أبو غزالة مُحافظ القدس.

## وصلات خارجية
- فلاح حنون، موقع مجلس الأعيان الأردني

- فلاح حنون، موقع مجلس النواب الأردني